# Constantin Cabasilas
Constantin Cabasilas (en grec ancien : Κωνσταντῖνος Καβάσιλας, en albanais : Kostantin Kabasila) (actif entre 1235 et 1259) est un important ecclésiastique byzantin au milieu du XIIIe siècle.
Avant 1235, il est archevêque de Strumitza, puis métropolite de Dyrrhachium, et quelque temps avant le milieu des années 1250, il est nommé au prestigieux poste d'archevêque d'Ohrid.
Né dans une famille albanaise, à Durrës, il est le frère de Jean Cabasilas, ministre à la cour du despote d'Épire, Michel II Doukas, et de Théodore Cabasilas, un autre des partisans de Michel II. En raison des liens étroits de ses frères avec le souverain épirote, sa loyauté a été mise en doute par l'empereur de Nicée Théodore II Lascaris, et il a été mis en prison jusqu'en 1259, lorsque Michel VIII Paléologue l'a libéré et lui a permis de retourner dans son siège.